# Jabbok

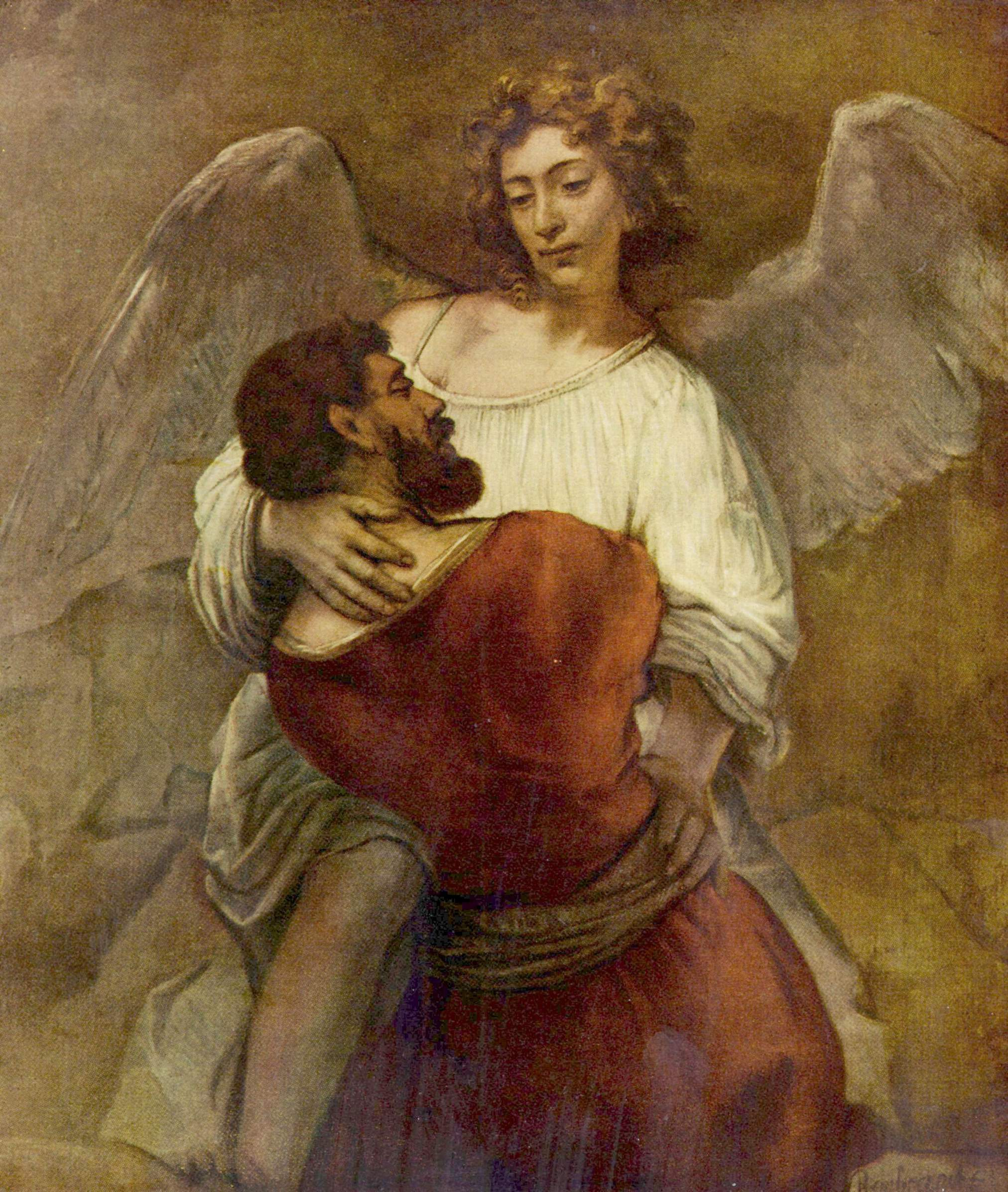
”Brottningen vid Jabboks vad”, målning av Rembrandt (1659)

Jabbok, biflod till Jordanfloden. Dess moderna arabiska namn är Nahr ez-Zarqa, نهر الزرقاء, ”blå floden”.
Jabbok är känd från Första Moseboken 32:22-32, där det berättas hur Jakob brottas med en okänd man vid Jabboks vadställe. I Hosea 12:4 står det att Jakob kämpade med en ängel.